# الطفلة الجائعة والنسر (صورة)
صورة الطفلة الجائعة والنسر الذي يتنظر موتها لياكلها (بالإنجليزية: Vulture Stalking a Child) هي صورة أصبحت عام 1994 صورة ايقونية التقطها المصور كيفين كارتر عام 1993 خلال المجاعة في السودان في قرية «أيود» حيث سمع صوتا ضعيفا لأنين طفلة صغيرة هزيلة، كانت قد توقفت عن الزحف لوقت قصير وهي في طريقها إلى مركز لتوزيع الطعام. وعندما كان يتحضر لالتقاط الصورة لها، حط نسر بقربها، وبعد أن التقط الصورة قام بطرد النسر بعيداً، وشاهد الطفلة تستكمل زحفها نحو المركز دون ان يساعدها. قال كارتر بأنه إلتقط الصورة، لأن عمله هو «التقاط الصور» فقط ومن ثم المغادرة. تم إخبار كارتر مسبقاً بعدم لمس الأطفال وذلك بسبب الأمراض المعدية. نالت الصورة عام 1994 جائزة بولتزر للصورة  إحدى جوائز بولتزر

## روابط خارجية
- توضيح حول الصورة موقع iconic photos